# Тухой
Тухой — покинутый аул в Галанчожском районе Чеченской Республики.

## География
Расположен на берегу реки Тонгахойэрк, к юго-востоку от районного центра Галанчож.
Ближайшие населённые пункты: на севере — бывший аул Дажни, на северо-западе — бывшие аулы Горой, Нижний Бара и хутор Ошни, на северо-востоке бывшие аулы Целтакумой, Чохой и хутор Идах, на юго-востоке — бывшие аулы Баухой и Юрдыхой, на юго-западе — бывшие аулы Сенахой и Ерстахой.

## История
Аул Тухой был ликвидирован в 1944 году во время депортации чеченцев. После восстановления Чечено-Ингушской АССР чеченцам было запрещено возвращаться в свои исконные районы: Галанчожский, Шатойский и Итум-Калинский.